# Бунт на Белаур (1331 – 1336)
Бунтът на Белаур е въстание на видинския деспот срещу скоро коронования цар Иван Александър поради детронацията на Иван Стефан.
След като видинският деспот Белаур узнава за преврата в Търново, решава да въстане и да се отцепи от българската централна власт. В началото на бунта Белаур има превес, неговото въстание обхванало видинската област и поречията на реките Тимок и Морава. Иван Александър е зает с похода си срещу Византия и през това време не може да действа решително, но след като се справя с конфликта на югоизток настъпва срещу владенията на видинския деспот. Подкрепен от татарски наемници, българският цар се насочва с 10-хилядна войска към Дерманци, където се развива решителното сражение, завършило с пълния разгром на белауровата войска и потушение на въстанието. Не е известна съдбата на Белаур след сражението, но името му не се споменава повече в хрониките, което води до предположението, че вероятно е загинал в боя.